# Cavadini
I Cavadini sono una famiglia veronese che si è distinta, tra il XIX ed il XX secolo, nella fusione di campane. La loro produzione interessò, oltre al territorio veronese, località del Triveneto, Lombardia e Trentino-Alto Adige. Non mancarono alcune commissioni per Palermo, Roma, Nettuno, Grosseto e Chieti.

## Le origini
Nel 1792 Pietro Cavadini (allievo di Giuseppe Ruffini), con i figli Giovanni, Francesco e Luigi I, lavorava nella sua fonderia a Montorio. Da lì, nel 1812 si trasferì a Verona, nella contrada S. Nazaro.
Il figlio Giovanni decise però di proseguire l'attività per conto proprio, aprendo una sua fonderia nella stessa contrada.
In attività fino al 1856 (morì nel 1879, a 92 anni), a Giovanni vanno attribuite due campane ancora presenti sulla Torre dei Lamberti; inoltre, va segnalato il concerto di Cassone.
Di Pietro Cavadini, in attività fino al 1830 (morì quasi novantenne nel 1838), si ricordano la campana civica di Mantova, la maggiore di S. Maria della Scala in Verona, il concerto di Tregnago (il più antico dei Cavadini giunto fino ad oggi) e imponenti complessi a Revere, Asiago, Novacella ed Este.

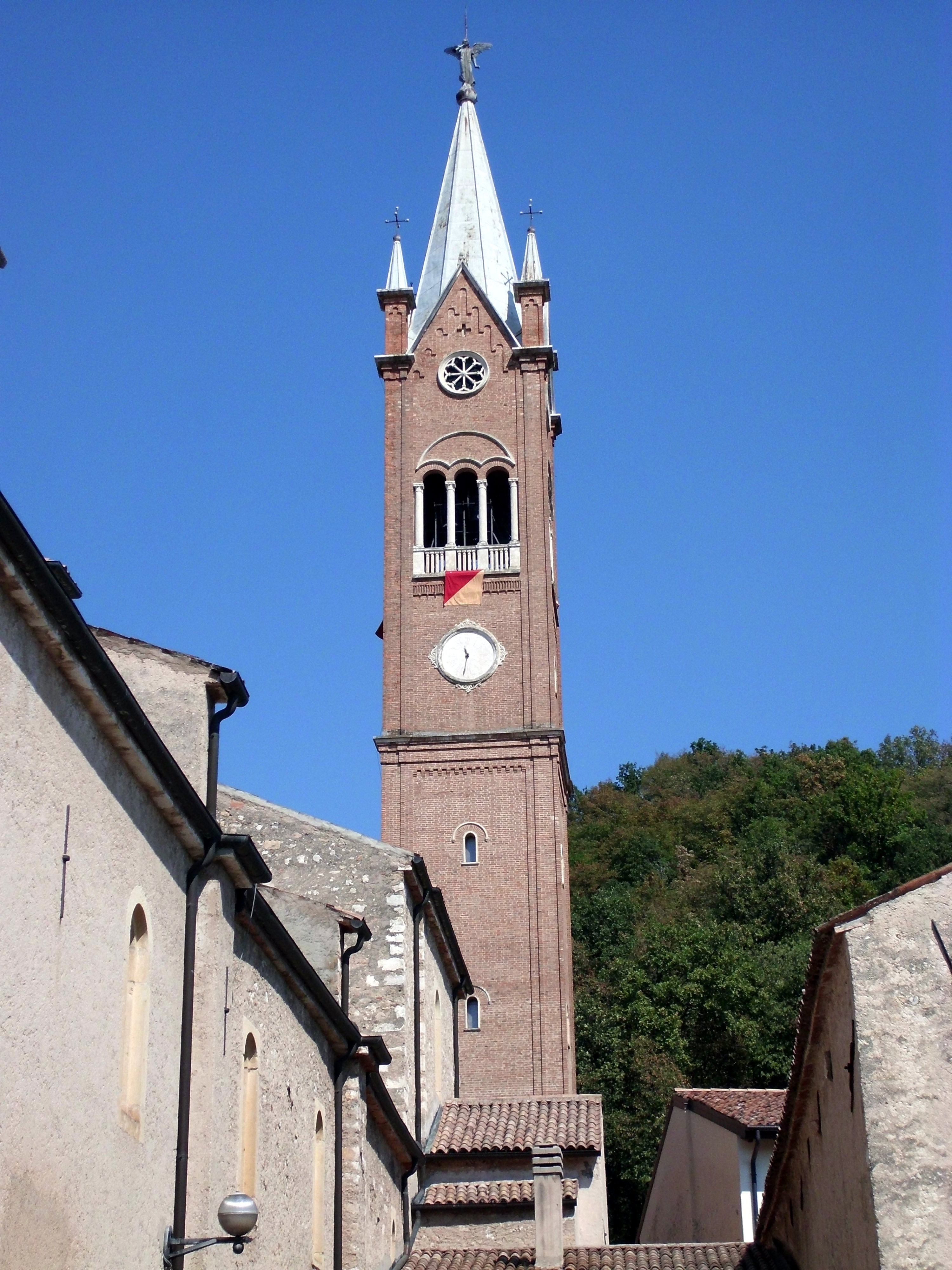
Tregnago (VR) - 6 campane in MIb3 + ottavino. Attualmente (2023) è il più antico concerto Cavadini esistente.
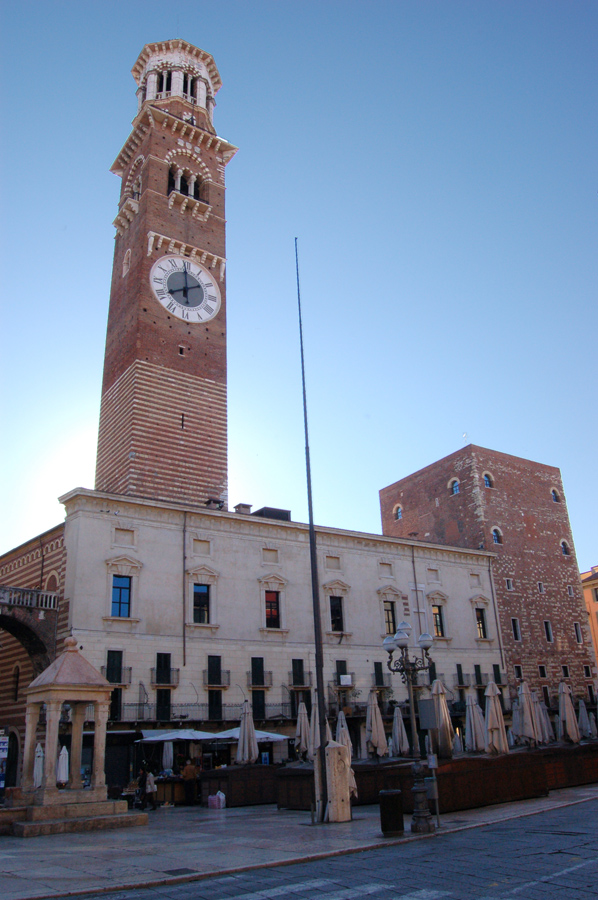
Torre dei Lamberti – 4 campane in SIb2 (a salto).
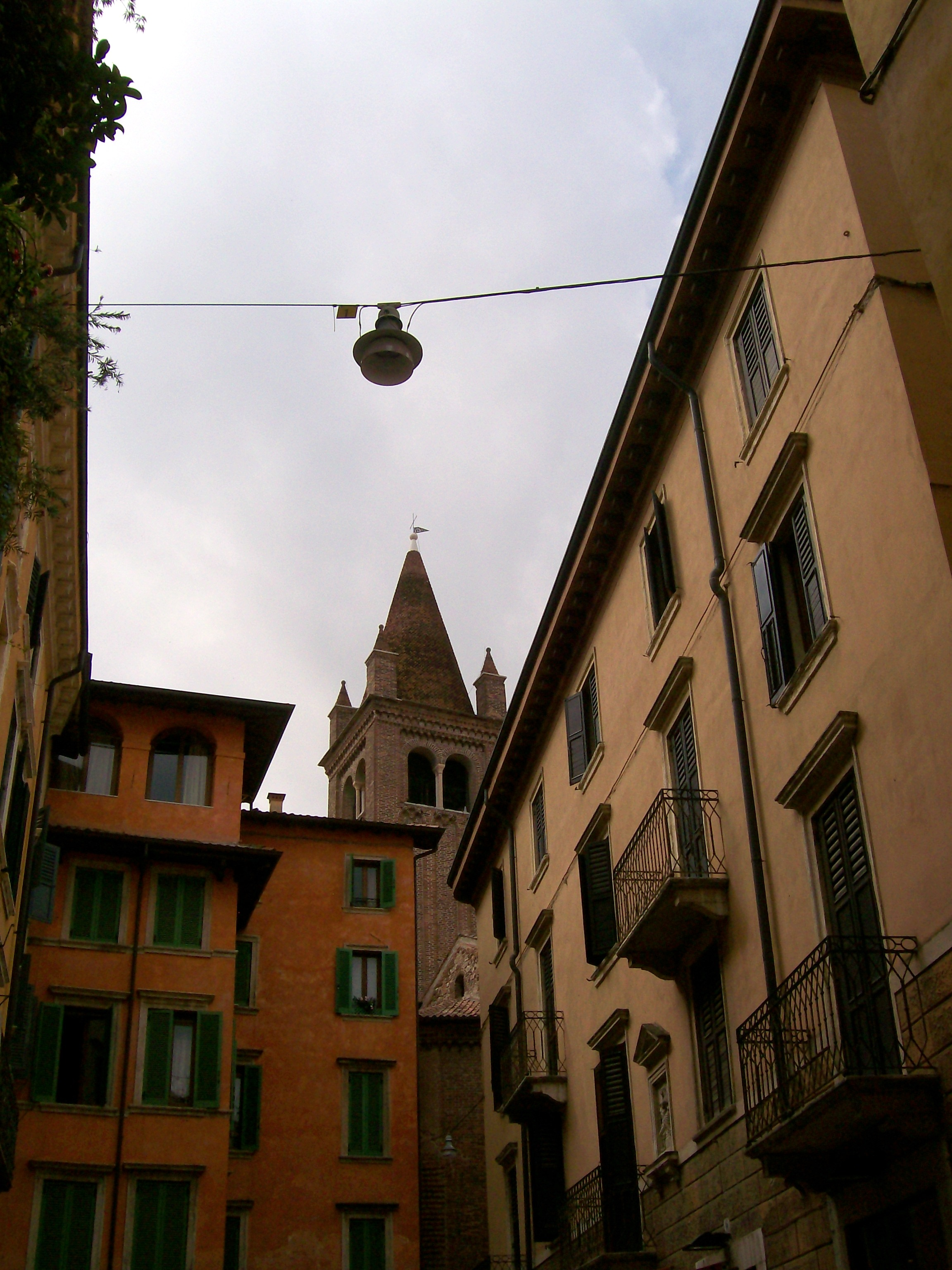
S. Maria della Scala – 5 campane in FA#3.

## Francesco e Luigi I Cavadini
Tra il 1830 ed il 1870 si colloca l'attività di Francesco (morto per colera nel 1849) e Luigi I Cavadini, figli di Pietro, i quali riuscirono a creare campane di buona qualità sonora e con un apparato decorativo eccellente. Va dato loro il merito di aver ristretto la calotta della campana e di aver aumentato lo spessore dell'anello di battuta. 
Loro opere sono ancora udibili ad Este (Duomo di Santa Tecla), a Verona (S. Anastasia, S. Giovanni in Valle e Santi Nazaro e Celso) e nella provincia veronese (Avesa, Negrar, Garda).
Dal punto di vista campanologico si può affermare che i lavori usciti dalla fonderia Cavadini tra il 1794 ed il 1865 si attestano su altissimi livelli di resa acustico-musicale.

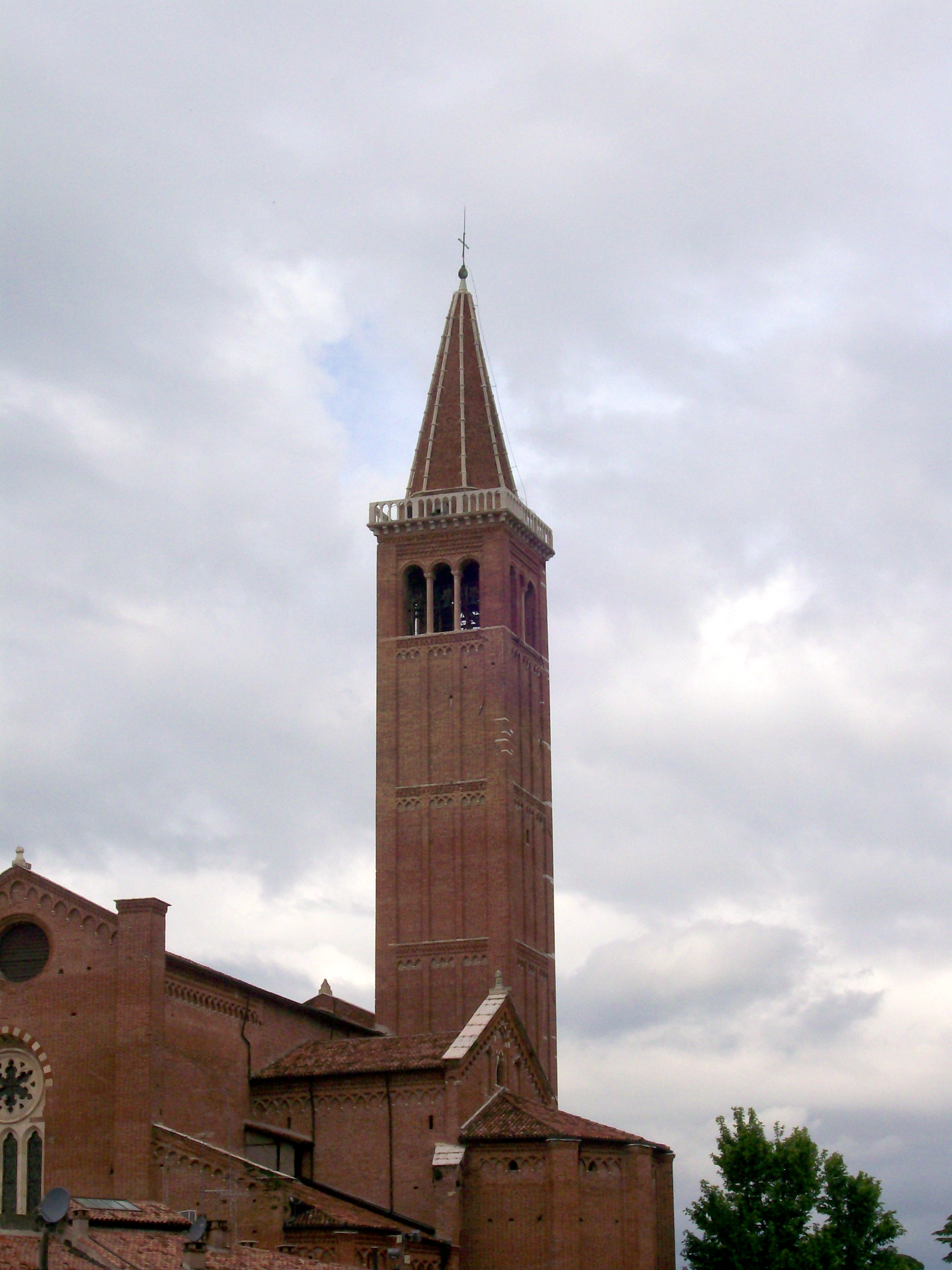
Chiesa di S. Anastasia in Verona - 9 campane in DO3.
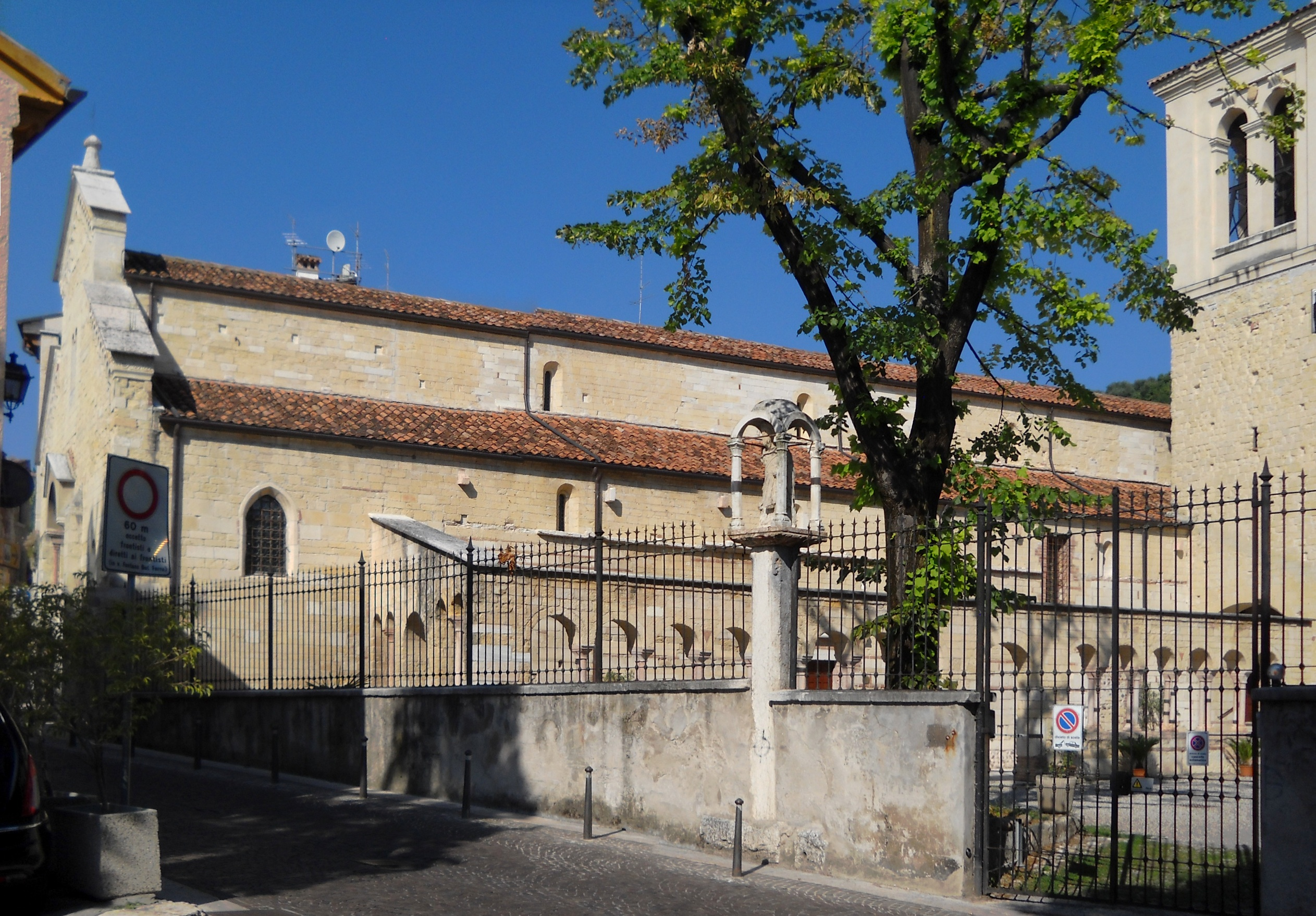
S. Giovanni in Valle - 6 campane in FA3.
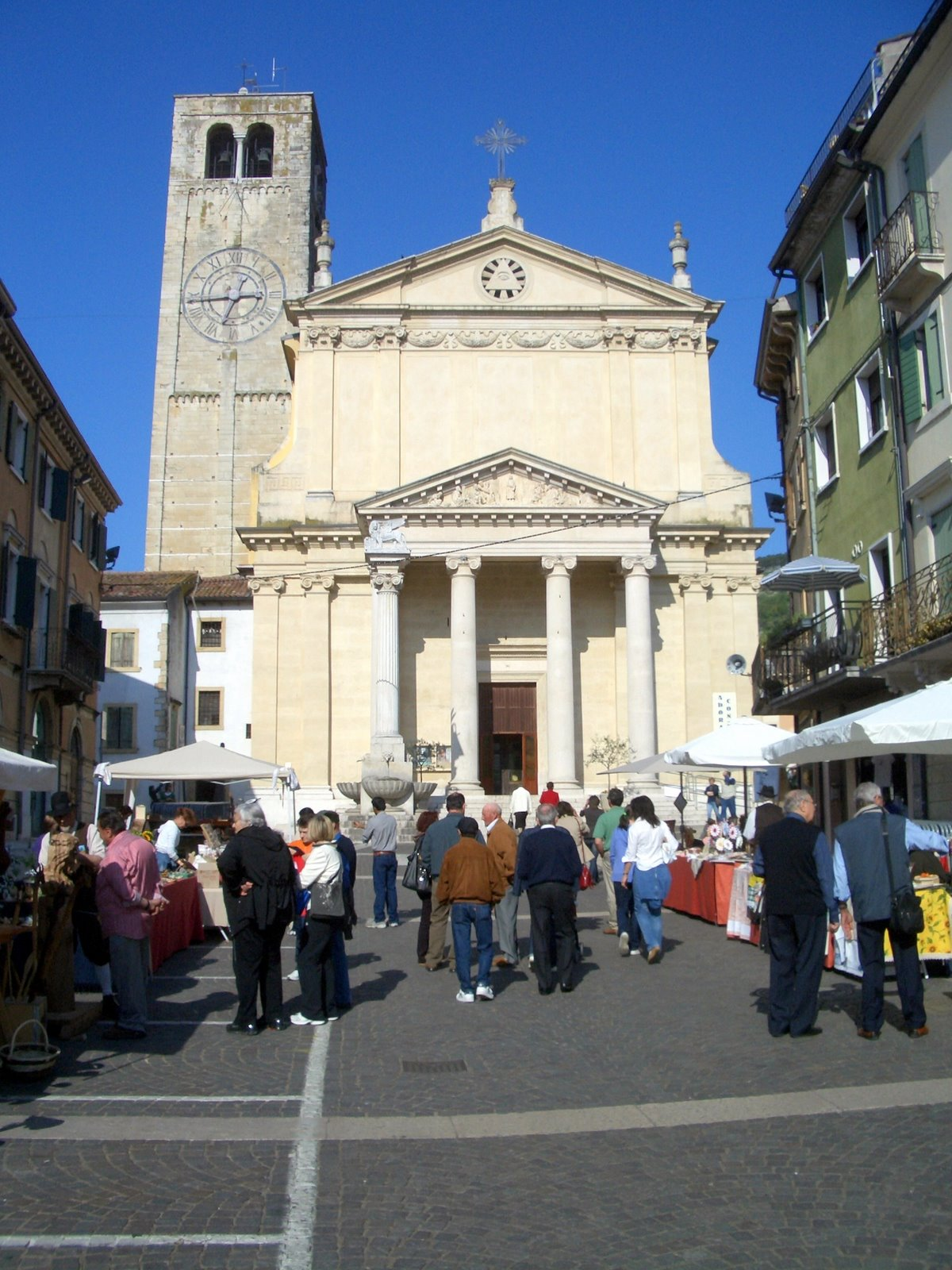
Negrar – 6 campane in DO3.
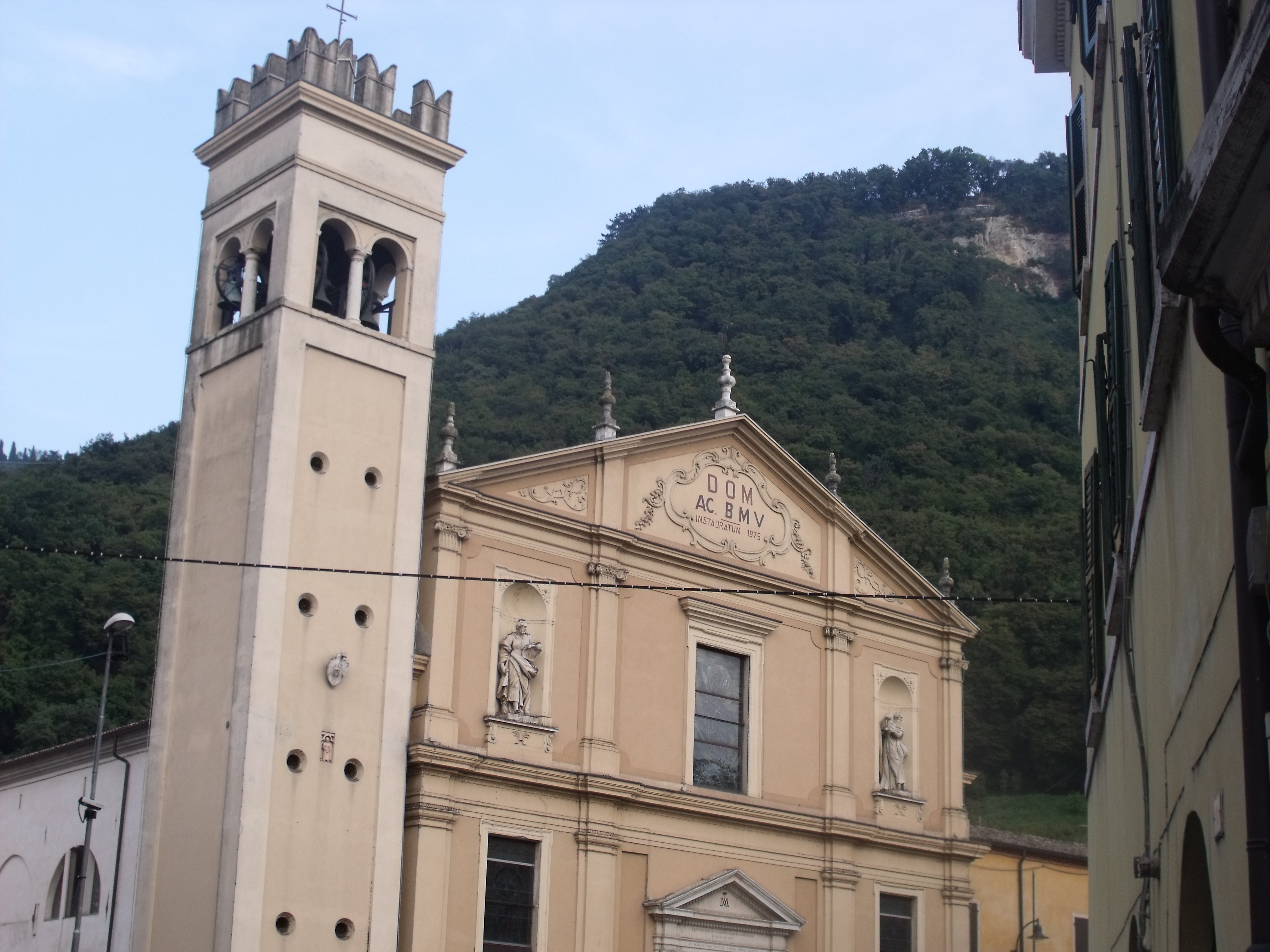
Garda – 5 campane in MI3.

## Achille ed Ettore Cavadini
Achille Cavadini iniziò a lavorare nella fonderia di famiglia nel 1862, a 18 anni, affiancandosi inizialmente al padre Luigi I (morto nel 1872). Per cinquant'anni, dal 1870 al 1920 sarà guida unica della fonderia.
A lui va attribuito l'uso di sagome estremamente leggere e l'introduzione di innovazioni tecniche, come i telai e i contrappesi in ferro.
Le opere del più produttivo dei Cavadini possono essere ancora ascoltate, ad esempio, in località veronesi, vicentine e padovane, anche se le sue commissioni più importanti sono quelle riguardanti i concerti della Basilica di S. Andrea in Mantova, del Duomo di Arzignano, della chiesa parrocchiale di Colognola ai Colli e della Cattedrale di Palermo (andato poi rifuso).
Da ricordare il complesso di campane da lui preparato nel 1898 per l'Esposizione generale italiana di Torino, andato poi suddiviso in due parti: le campane grandi a Cavalo, le piccole a Santa Maria del Paradiso in Verona.

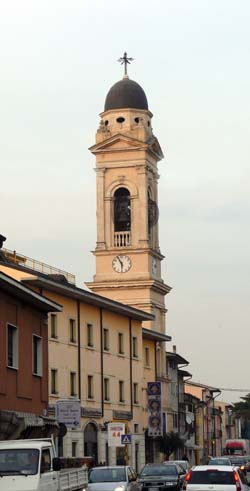
Dossobuono - 9 campane in MIb3.
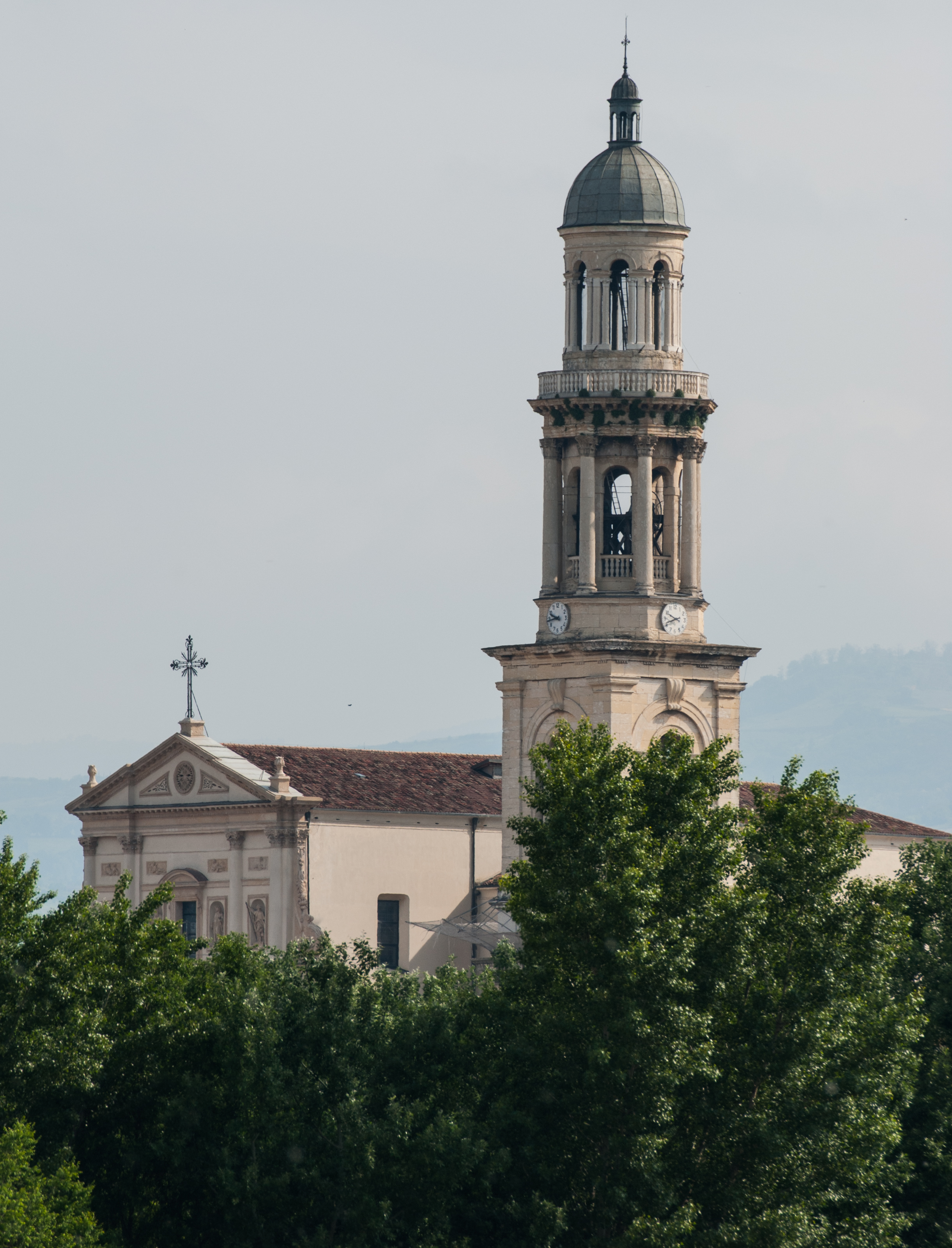
San Michele Extra - 6 campane in DO3.
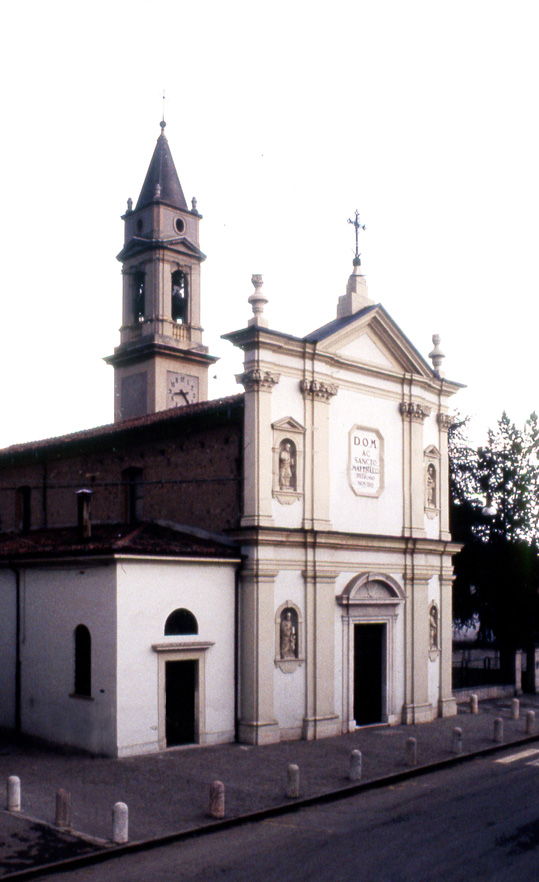
Quaderni – 5 campane in FA#3 (calante).
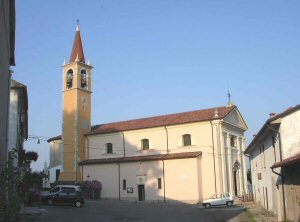
Bolca – 6 campane in REb3
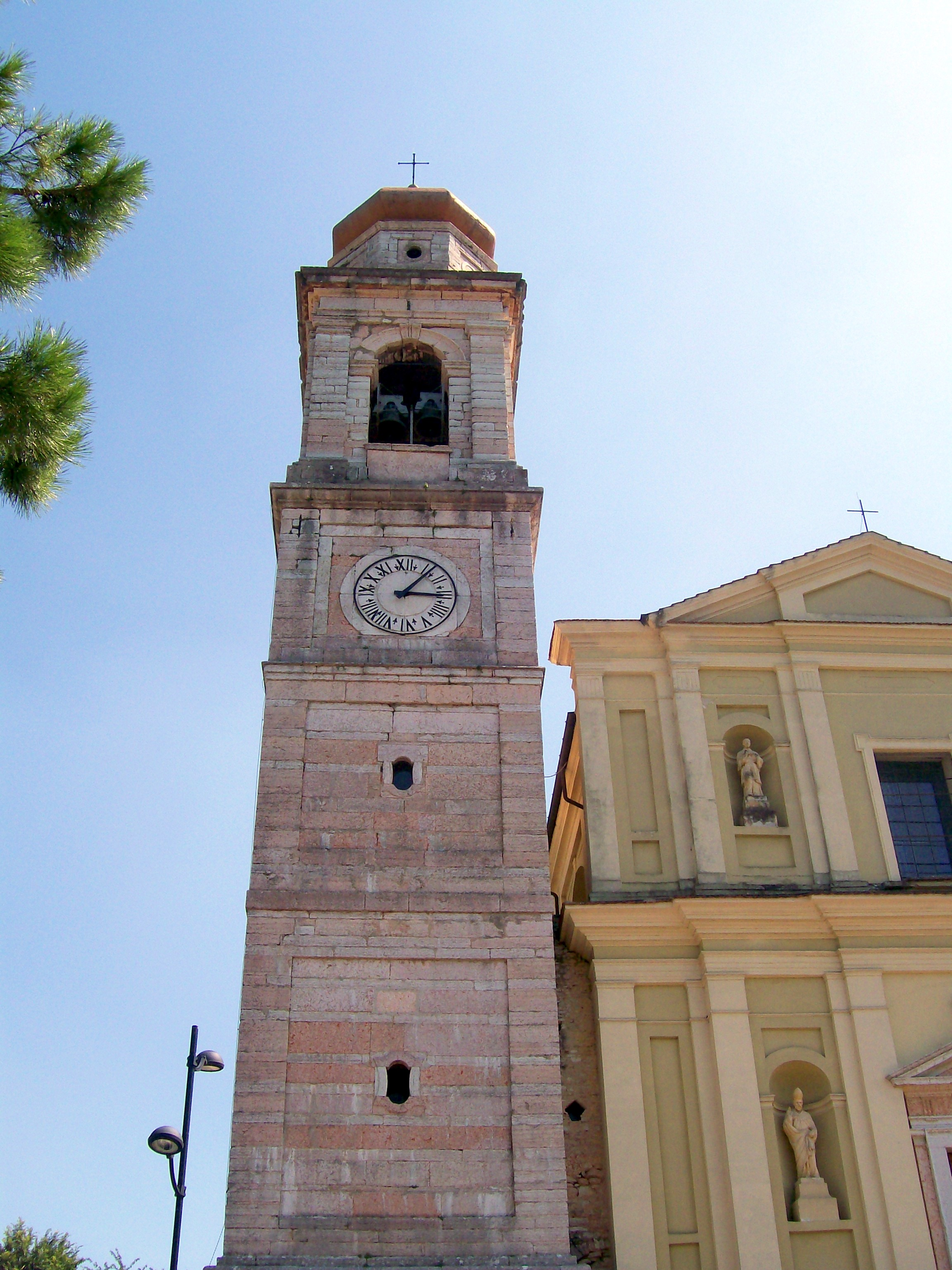
S. Zeno di Montagna – 6 campane in Reb3.
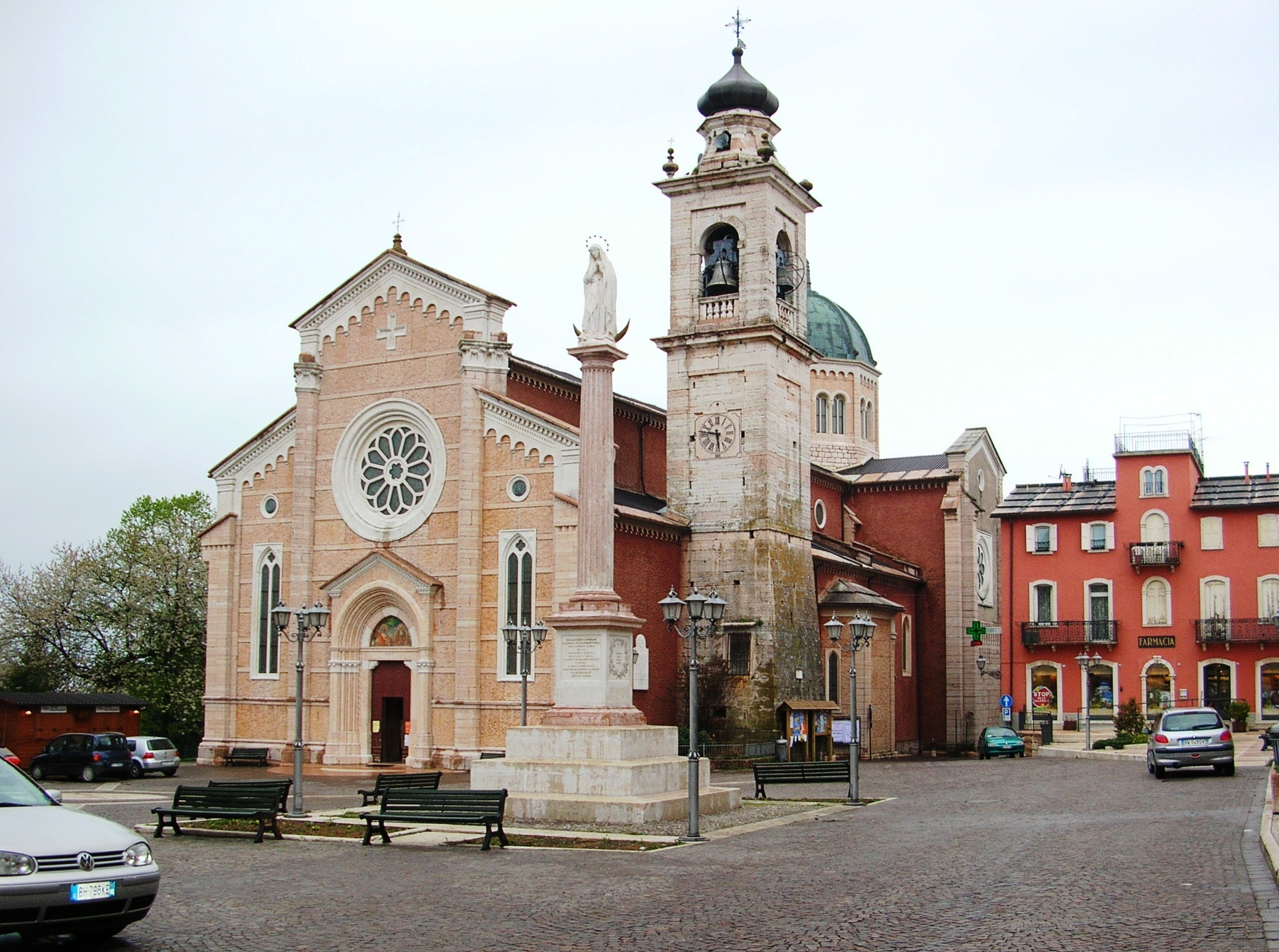
Bosco Chiesanuova – 6 campane in DO3 (crescente).
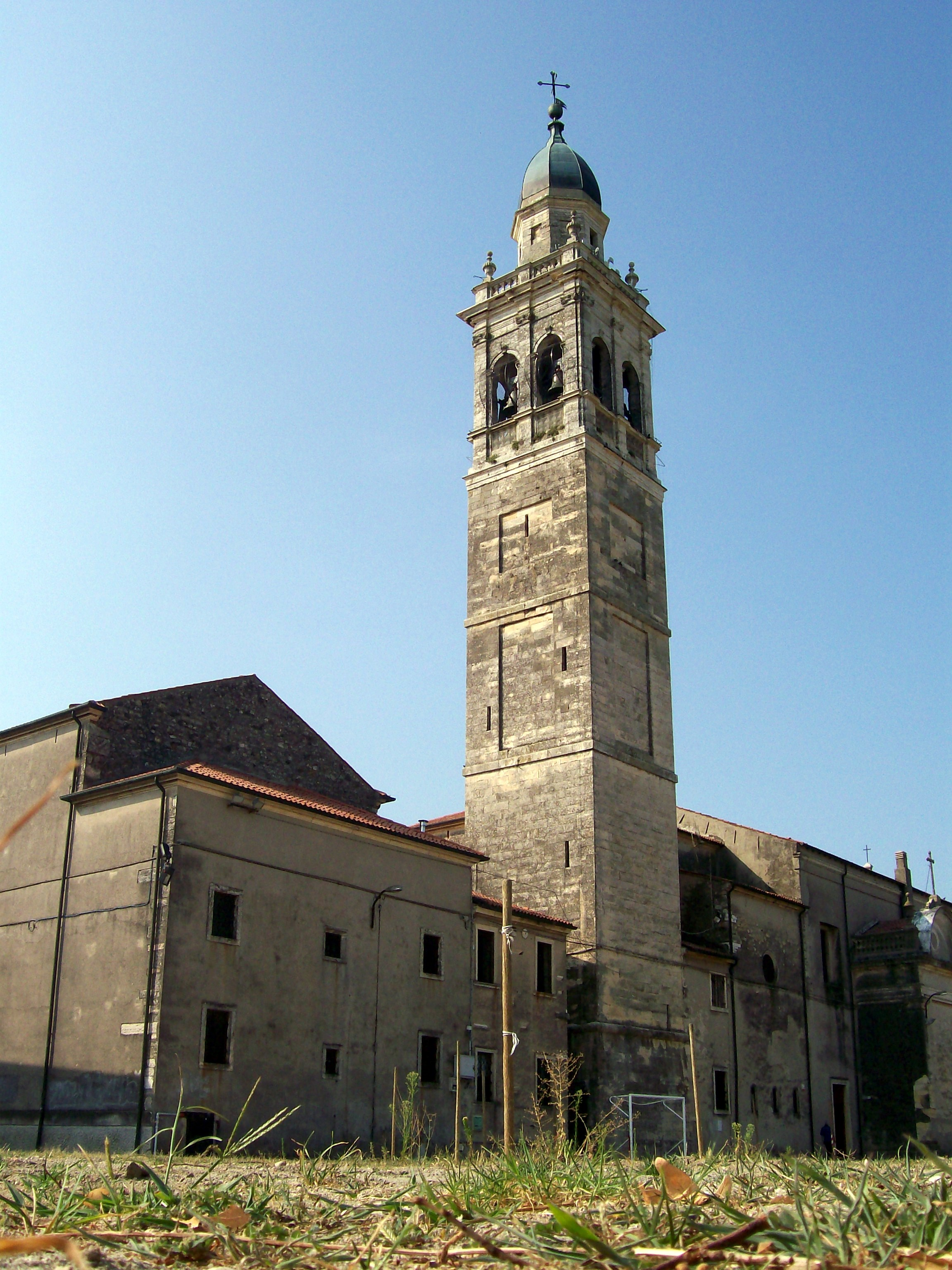
Colognola ai Colli – 9 campane in Sib2
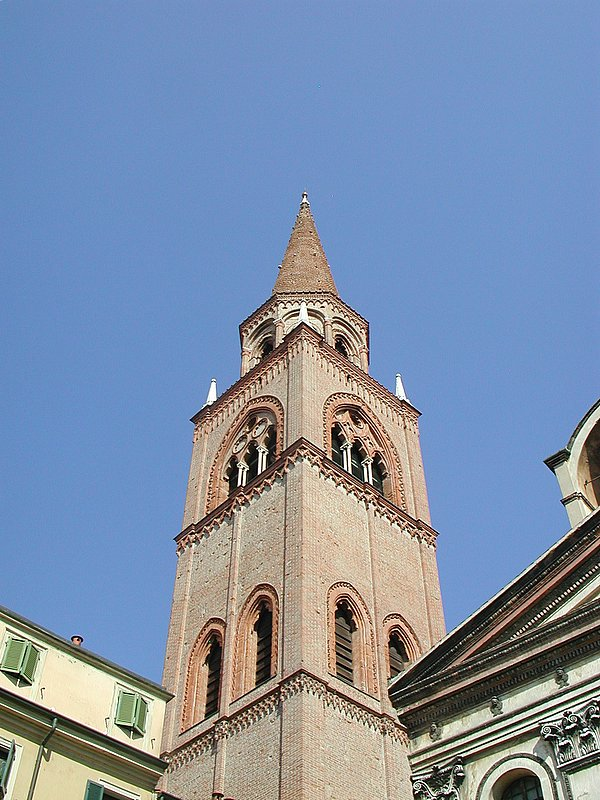
Basilica di S. Andrea in Mantova – 5 campane.
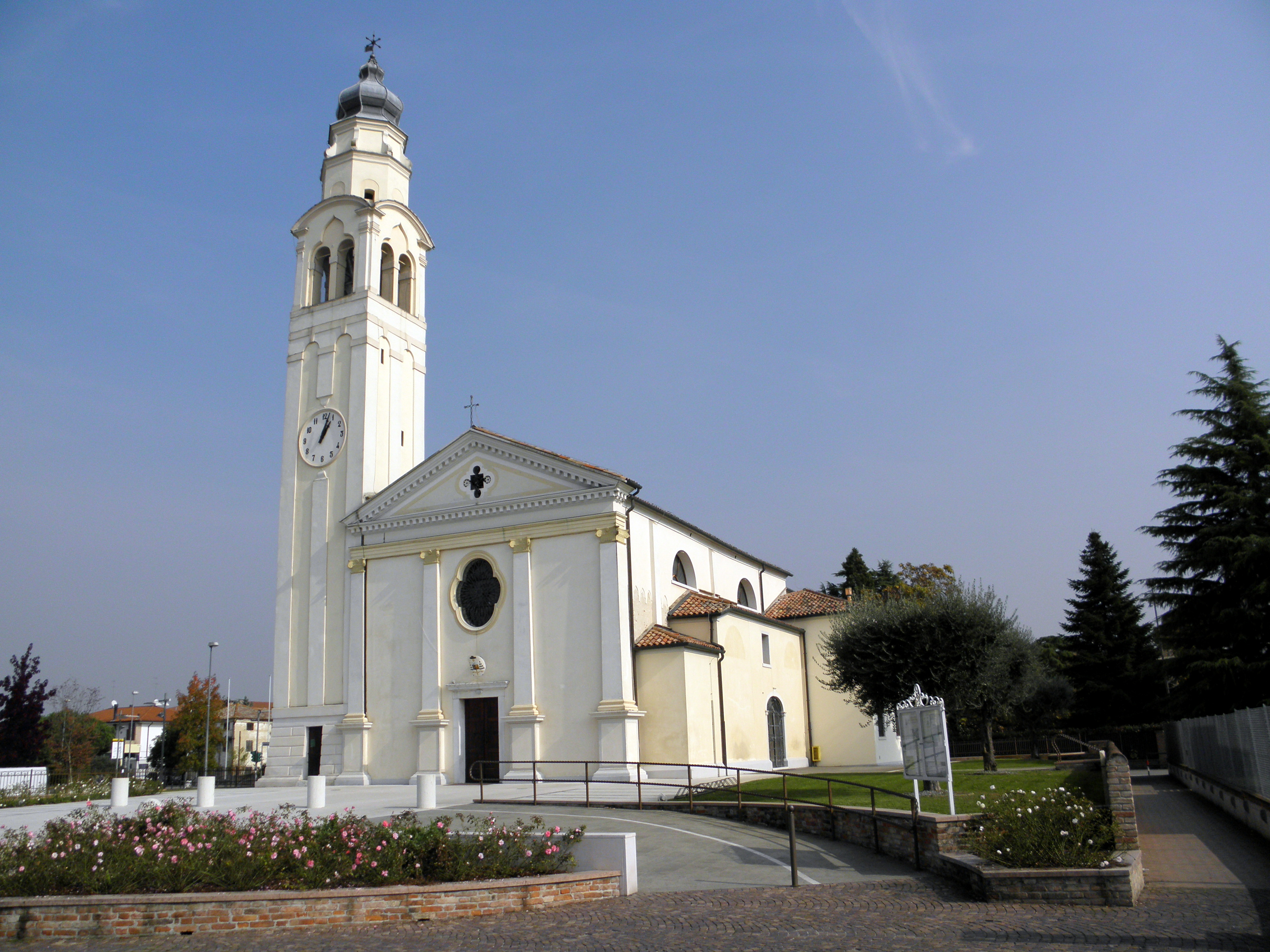
Chiesa di San Donato in Gardigiano - 3 campane.

Nel 1920 Ettore Cavadini coadiuvò il padre nell'attività di famiglia (morì nel 1928, ad 84 anni), che porterà avanti fino al 1956. Egli iniziò a lavorare con profili più pesanti, dando alle campane un suono più preciso ed ordinato. Le sue opere più importanti sono il concerto della Cattedrale di Verona (1931), il più grande al mondo a rotazione manuale completa, e la rifusione, nel 1938, della Campana dei Caduti di Rovereto.
Opere di Ettore Cavadini è possibile ascoltarle a Verona e provincia, ma anche nel vicentino, nel padovano, in Trentino-Alto Adige e in Lombardia.

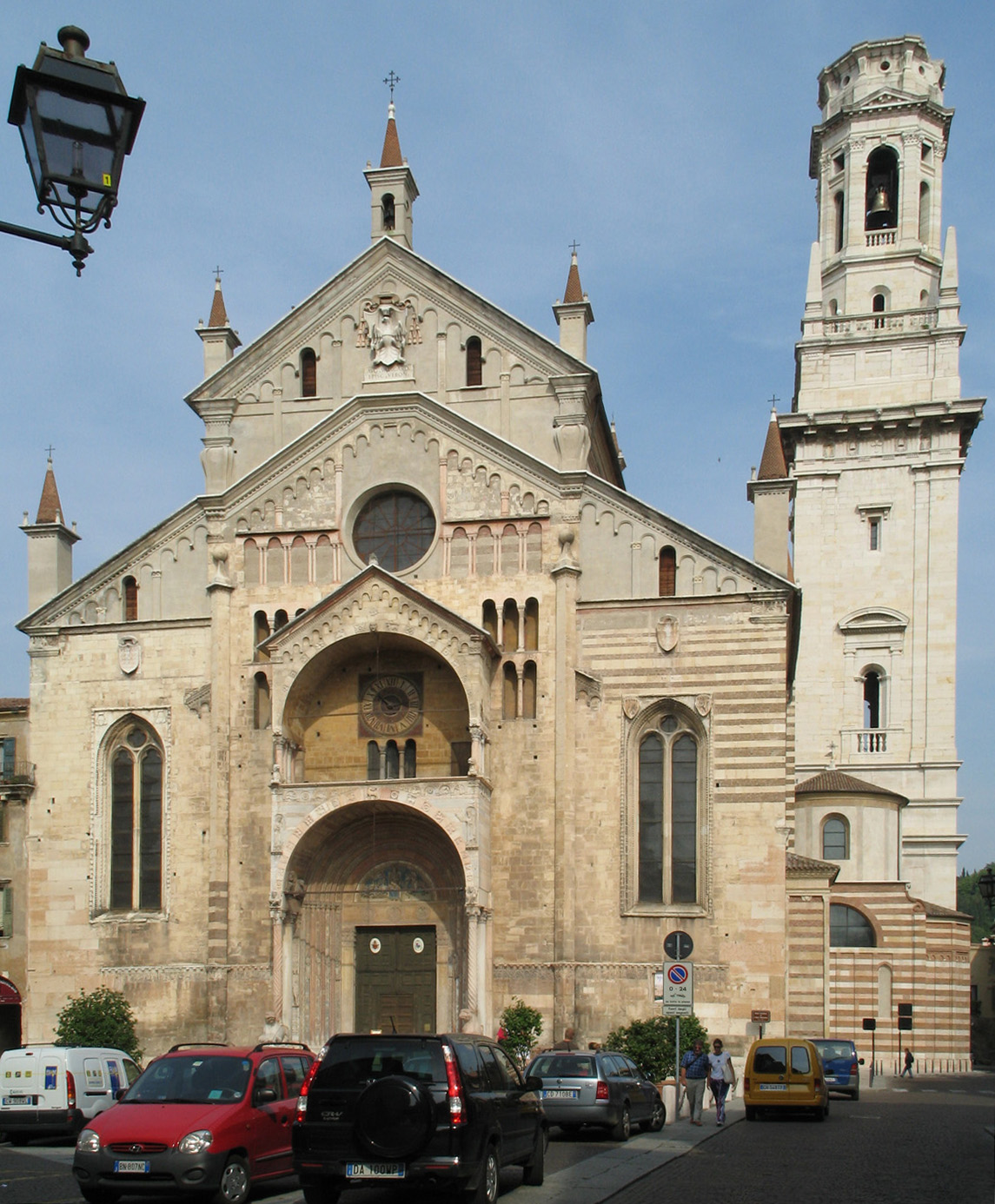
Cattedrale di Verona - 11 campane in LA2 (calante). Le 9 campane maggiori sono Cavadini.
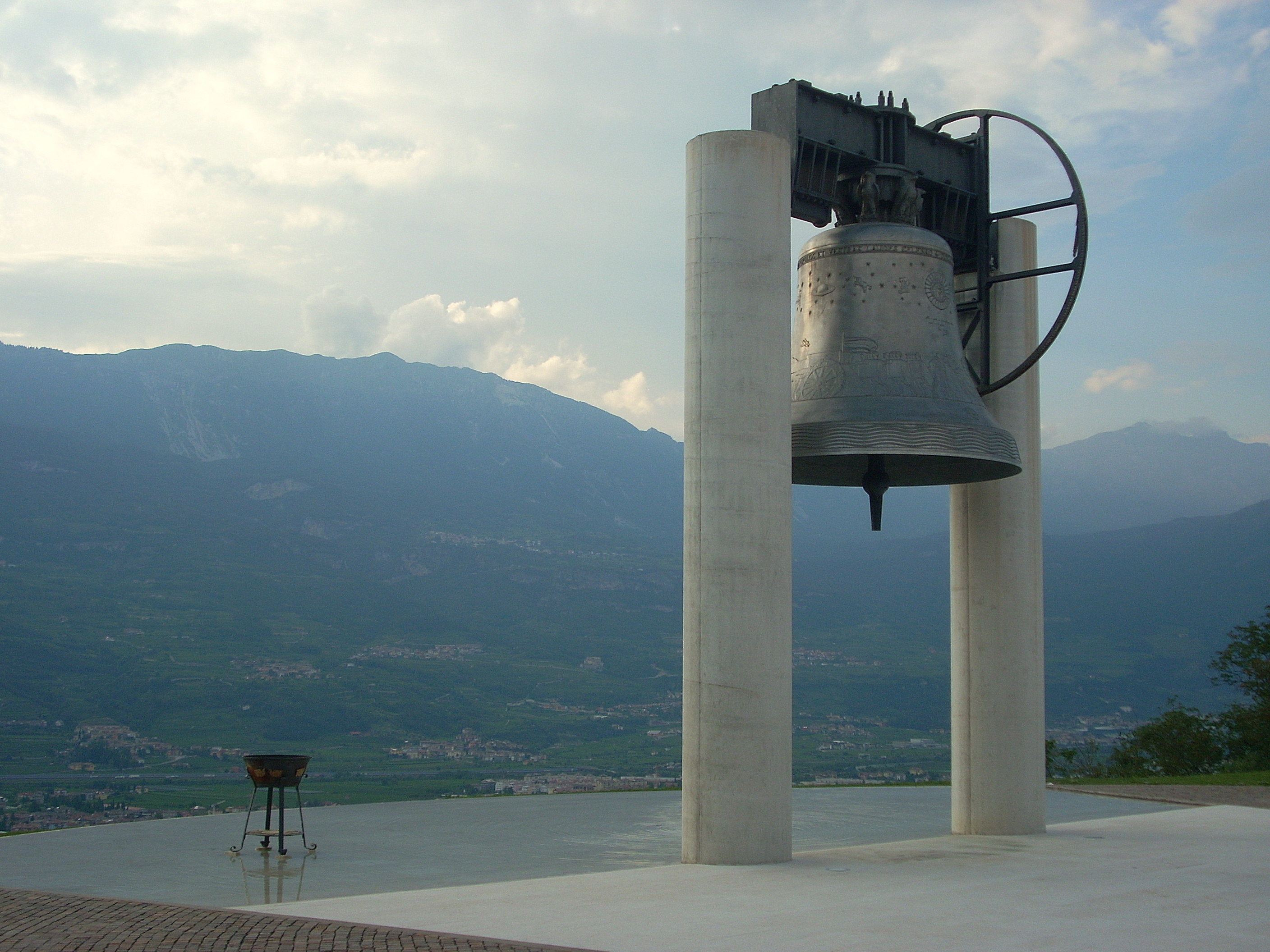
Campana dei Caduti – Nella foto la campana come si presenta attualmente dopo la rifusione del 1964, operata dalla fonderia Capanni di Castelnovo ne' Monti.
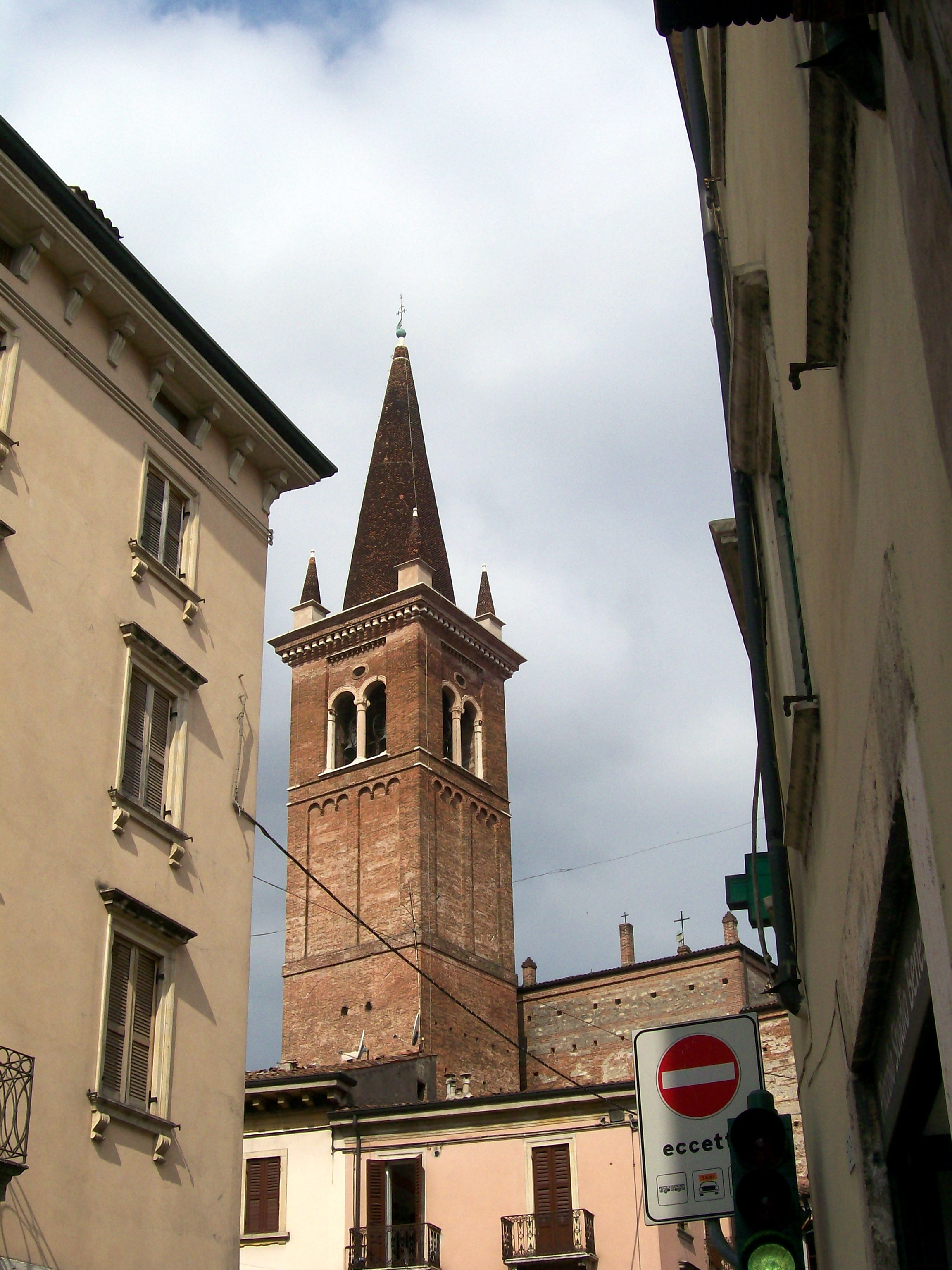
S. Tomaso Cantuariense – 10 in RE3 (calante).
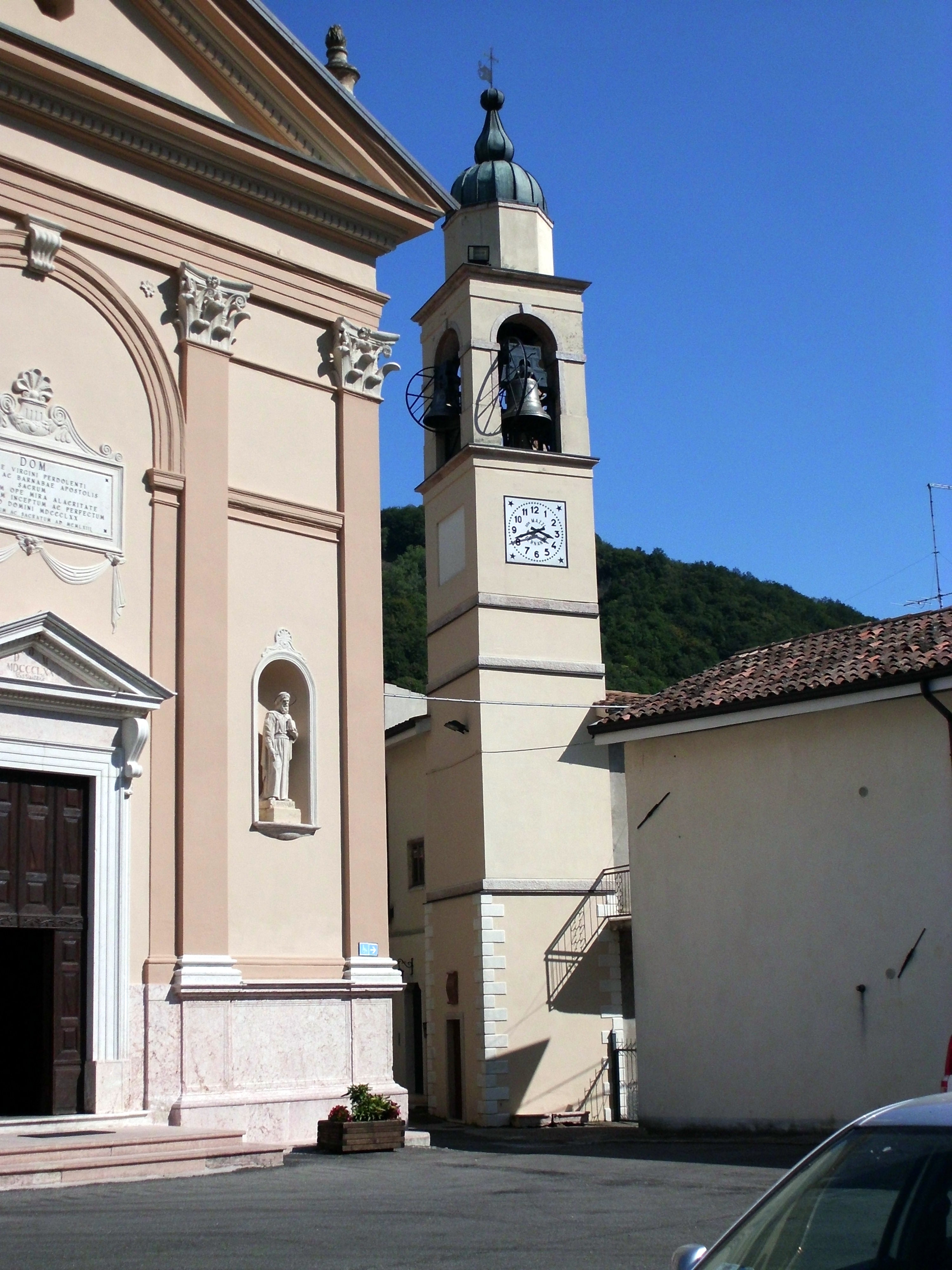
S. Andrea di Badia Calavena - 6 campane in FA3
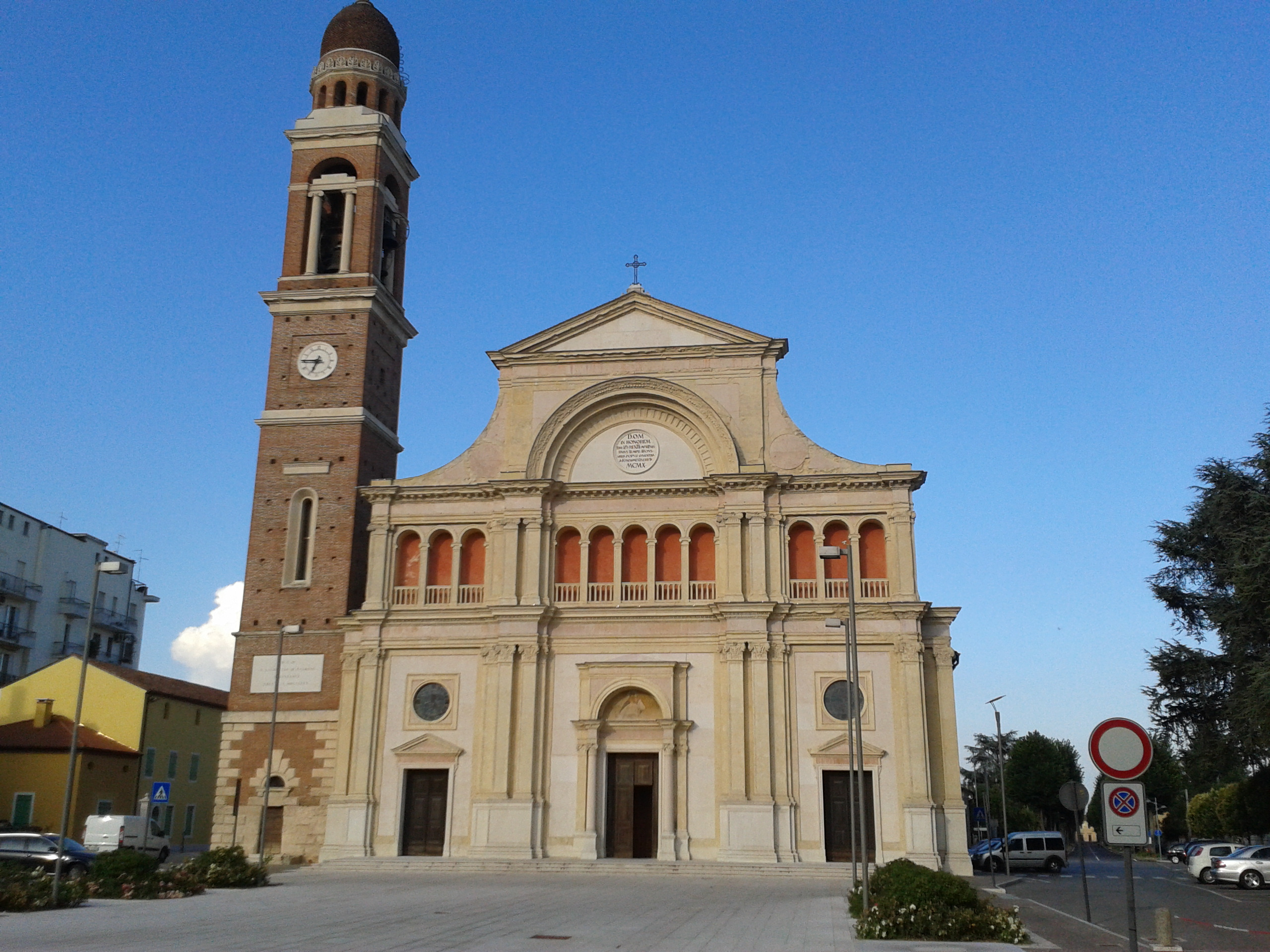
Minerbe - 6 campane in DO3 (calante).
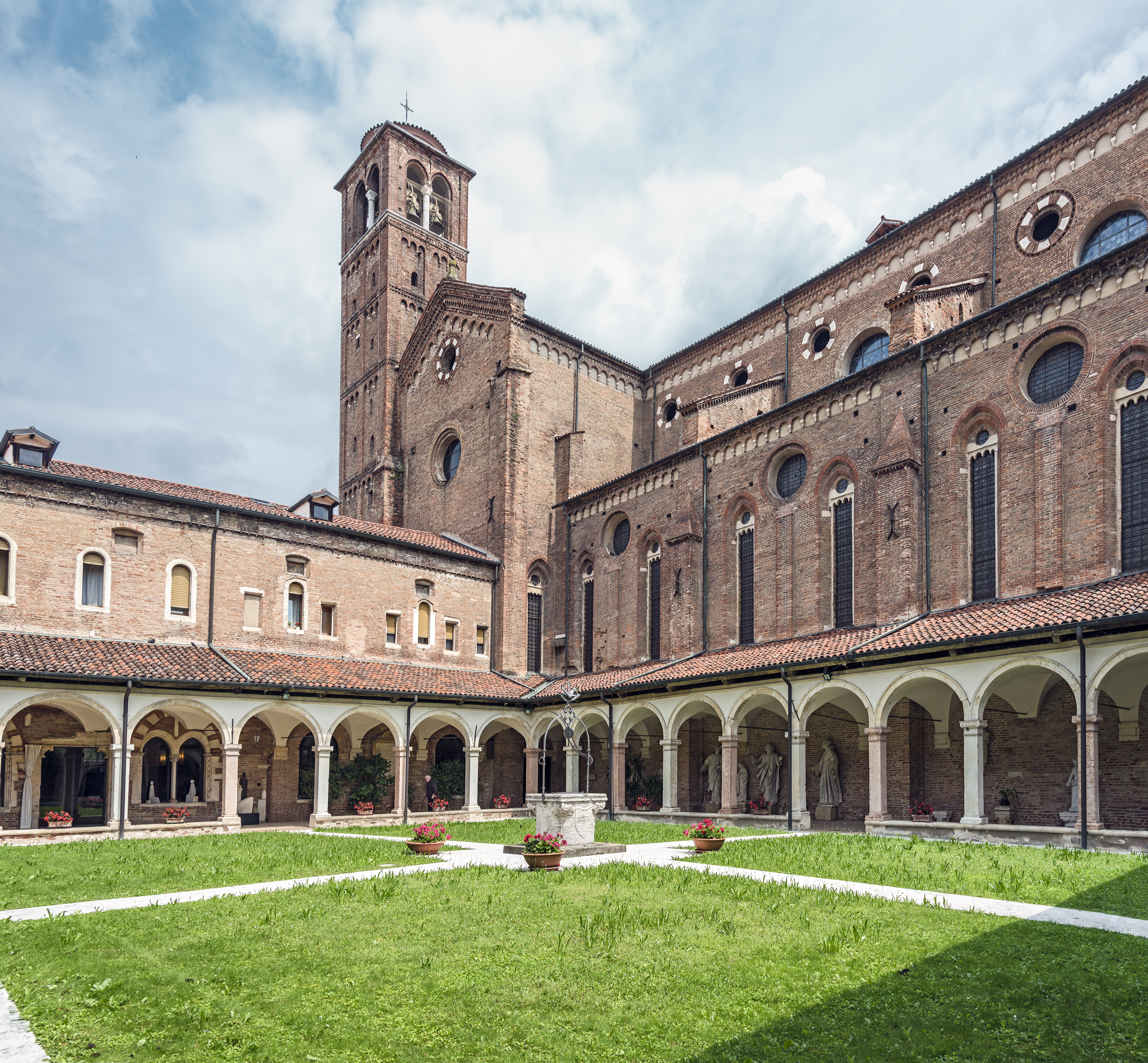
S. Lorenzo in Vicenza - 10 campane in DO3.
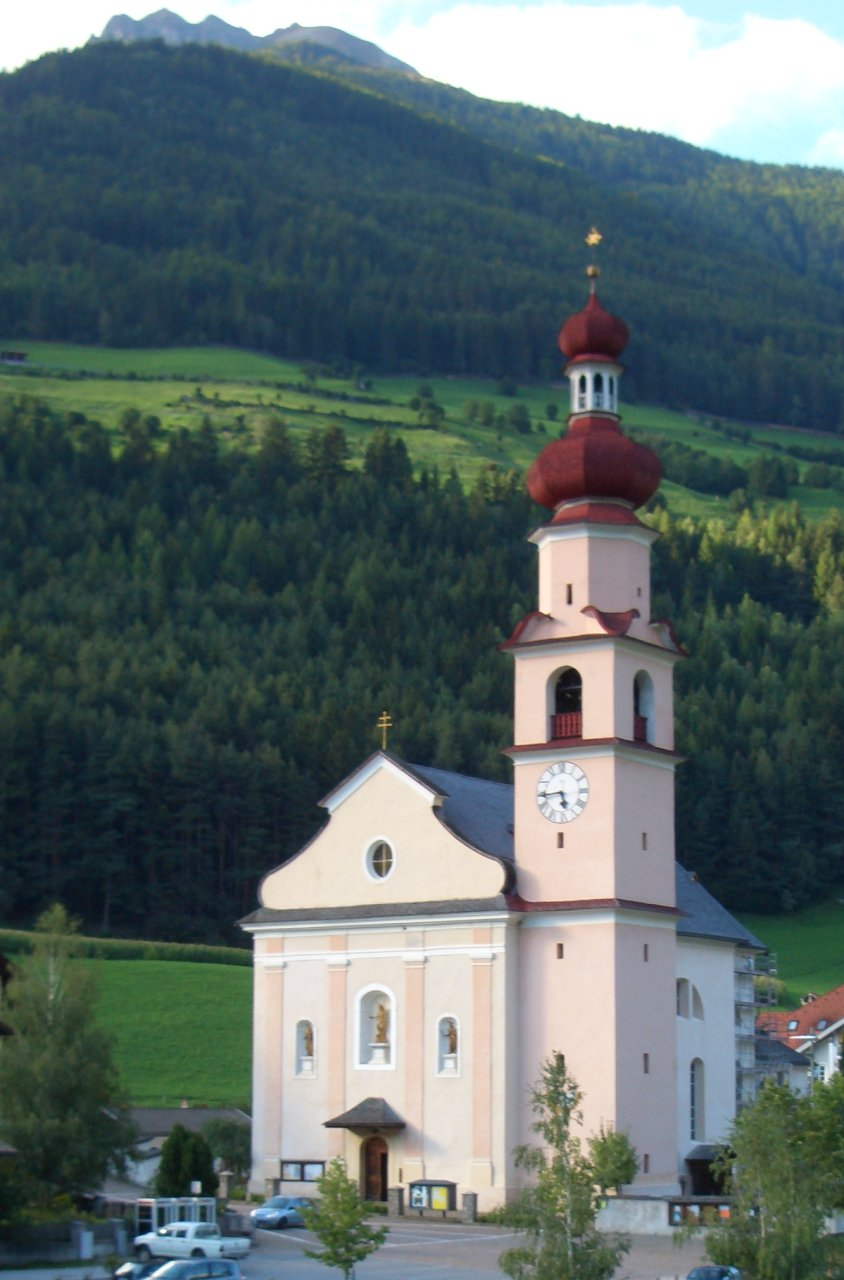
S. Giovanni in Valle Aurina
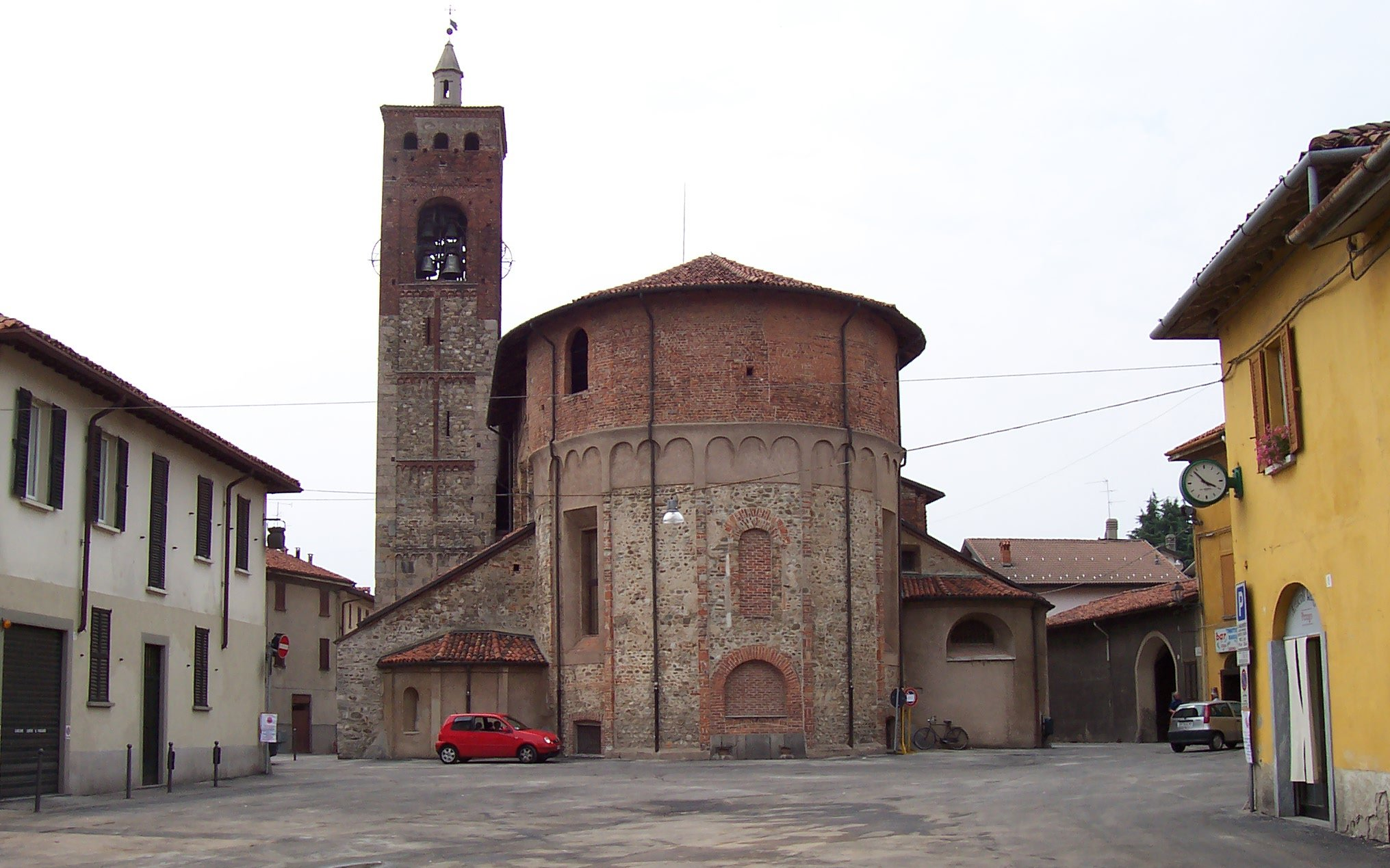
Pieve di Vimercate – 8 in SIb2 (calante).

## Luigi II Cavadini
Luigi II Cavadini prese le redini della fonderia nel 1956, con il padre Ettore ancora vivente (morì, a 90 anni, nel 1962). Con sagome ancora più spesse realizzò concerti ritenuti interessanti a livello campanologico come quelli di Valdagno, Sovizzo e Cogollo. 
Ebbe il merito di modernizzare l'apparato decorativo dei bronzi e di introdurre la soluzione tecnica dell'alzabattente.
Senza eredi, nel 1974 si trovò costretto a cessare l'attività.

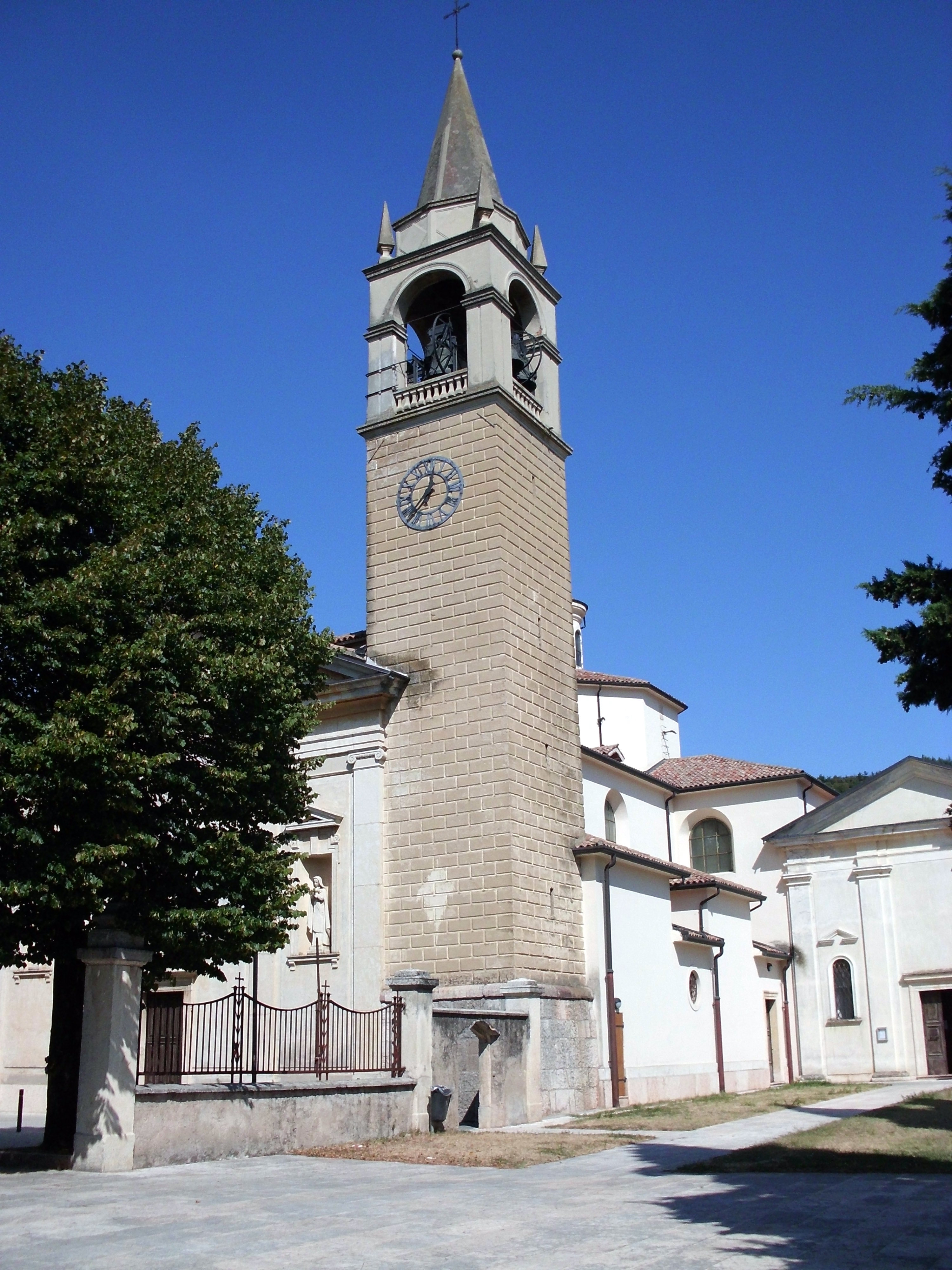
Cogollo - 6 campane in MI3.